# آکاسیای اسیناسیا
 آکاسیا اسیناسیا (نام علمی: Acacia acinacea) نام یک گونه از سرده آکاسیا است.